# Zsanett Jakabfi
Zsanett Jakabfi (Lengyeltoti, 18 de febrer de 1990) es una centrecampista de futbol internacional per Hongria. Juga al VfL Wolfsburg, on ha guanyat dues Lligues de Campions.

## Trajectòria
- MTK Budapest (07/08 - 08/09)
- VfL Wolfsburg (09/10 - act)